# Tubular Bells 2003
Bei Tubular Bells 2003 handelt es sich um eine komplette Neuaufnahme des Albums Tubular Bells des britischen Musikers Mike Oldfield. Oldfield war schon anfangs von der klanglichen Qualität seines Debütalbums nicht überzeugt, war aber vertraglich gebunden, 25 Jahre lang keine Änderungen vorzunehmen, und nutzte das 30-jährige Jubiläum der Erstveröffentlichung zu einer Überarbeitung. Es ist nicht wie Tubular Bells II, Tubular Bells III und The Millennium Bell ein neuer Beitrag zu dieser Reihe, sondern eine Neuaufnahme des ursprünglichen Albums.

## Entstehung
Oldfield produzierte das Album und spielte sämtliche Instrumente selbst ein, darunter elf verschiedene Gitarren, acht Keyboards und auch das Glockenspiel. Auch für die Aufarbeitung am Computer zeichnete er allein verantwortlich. Als Hintergrundstimme ist seine Schwester Sally Oldfield zu hören.

## Änderungen
Das Album ist eine Aktualisierung des ersten Teils. Melodien wurden teils leicht abgeändert, vor allem aber klingt die gesamte CD kräftiger und heller als zuvor. Für den bereits 1973 berühmt gewordenen Teil, in dem hintereinander verschiedene Instrumente angesagt werden, die dann dasselbe Thema spielen und schließlich in den Tubular Bells selbst gipfeln, konnte Oldfield den britischen Humoristen John Cleese verpflichten. Das ursprüngliche Cover von Trevor Key wurde von Steve Bedford aufgepeppt. 
Rein formal ist die deutlichste Veränderung wohl die Unterteilung des Albums; ursprünglich war das Album durch die Aufteilung in Vorder- und Rückseite einer Schallplatte lediglich in Tubular Bells Part I und Part II unterteilt. Bei der Überarbeitung ist nun Part I in elf Tracks aufgeteilt (die Übergänge sind fließend): Introduction (inklusive der bekannten Anfangsmelodie, die auch in dem Film Der Exorzist zu hören ist), Fast Guitars, Basses, Latin, A Minor Tune, Blues, Thrash, Jazz, Ghost Bells, Russian und Finale (mit dem Auftritt von John Cleese). Part II ist verteilt auf sechs Tracks: Harmonics, Peace, Bagpipe Guitars, Caveman (erneut unter Verwendung eines Stimmenverzerrers), Ambient Guitars und The Sailor's Hornpipe (einem Traditional, das nicht von Oldfield komponiert wurde).

## Reaktionen
Das Album wurde überwiegend positiv aufgenommen und zeigt Oldfields Bemühungen um eine zeitgemäße Überarbeitung seines Debütalbums. Kritisiert wurde die Verpflichtung von John Cleese, der die Instrumentennamen vorliest, als würde er Witze zum Besten geben und somit die Originalpassage von Vivian Stanshall neu interpretiert. Oldfield jedoch ist Fan von Cleese und rechtfertigt seine Entscheidung damit, dass er dessen Interpretation als gewinnbringenden Gegensatz zu seiner Musik sieht.

## Titelliste
- Part I:

1. Introduction – 5:52
2. Fast Guitars – 1:04
3. Basses – 0:46
4. Latin – 2:18
5. A Minor Tune – 1:21
6. Blues – 2:40
7. Thrash – 0:44
8. Jazz – 0:48
9. Ghost Bells – 0:30
10. Russian – 0:44
11. Finale – 8:32

- Part II:

1. Harmonics – 5:12
2. Peace – 3:30
3. Bagpipe Guitars – 3:08
4. Caveman – 4:33
5. Ambient Guitars – 5:10
6. The Sailor’s Hornpipe – 1:46

- DVD-Audio Bonusmaterial

Die DVD-Audio Ausgabe enthält erstmals die Demo-Aufnahmen, die Oldfield 1971 in seiner Wohnung auf geliehenem Equipment aufnahm und zusätzlich zwei Auszüge aus anderen Oldfield-DVDs.
1971 Demos
1. Tubular Bells Long – 22:57
2. Caveman Lead-In – 2:46
3. Caveman – 5:05
4. Peace Demo A – 7:00
5. Peace Demo B – 4:18

Live Excerpts
1. Sentinel – from Tubular Bells II – Live at Edinburgh Castle 1992 – 8:06
2. Far Above the Clouds – from Tubular Bells III – Live at Horseguards Parade, London 1998 – 4:40